# 諸治慶志郎
諸治 慶志郎（モロジケイシロウ/もろじ けいしろう）は、アートプロデューサー。八王子出身。モロジケイシロウ
飲食店（クラブ経営）、広告代理店、PR会社等を経て2004年にイベント企画や事業のプロディースを業務にしたFree Factory .,Ltdを設立。

## 来歴
2002年
ゴミ拾いパフォーマンス活動をテーマにしたNPO法人グリーンバードの立上げに従事、初期創設メンバーとして活動。
2003年
NPO法人グリーンバード最初の支部となる「下北沢支部」を立ち上げ下北沢支部代表となる。
同時に下北沢南口商店街振興組合理事に就任
2004年
エフエム青森開局15周年企画に津軽三味線奏者（義父）長谷川裕二のサポーターとして企画に参加。
9.11テロ被害者復興支援チャリティ-企画のJAZZと津軽三味線のコラボレーションLIVEをNEW YORKのJAZZ Club「Blue Note」で行いチャリティCDを制作。
10月に築地場外市場にて「築地青空三代目」を全面プロデュース。コンセプト、内装デザイン、施工、web制作まで店舗に関する全ての制作業務を実施
2005年
毎年10月17日の世界貧困 デーに合わせて実施されるキャンペーン「世界同時アクション、 STAND UP SPEAK OUT」に協力。
サッカー日本代表戦とのタイアップ企画に協力など環境問題だけではなく社会貢献をテーマに様々な企画に従事する。
2009年
青森県庁とタイアップして三内丸山縄文遺跡及び北海道・北東北を中心とした縄文遺跡群の世界文化遺産登録と縄文文化のPRを ミッションにしたプロジェクトに従事。NPO法人jomonism（内閣府認定）を設立、代表理事に就任（2014年5月に退任）。
10月には三内丸山遺跡にて、屋外音楽イベント Feel The Rootsを開催。雅楽師「東儀秀樹」などをキャスティングし縄文遺跡での音楽フェスティバルを開催する。